# ملا تپه
ملا تپه مربوط به دوران‌های تاریخی پس از اسلام است و در شهرستان آق قلا، بخش مرکزی، روستای بدراق ملا واقع شده و این اثر در تاریخ ۲۷ مرداد ۱۳۸۲ با شمارهٔ ثبت ۹۷۴۶ به‌عنوان یکی از آثار ملی ایران به ثبت رسیده است.